# جوليان موريس (ممثلة)
جوليان موريس (بالإنجليزية: Julianne Morris)‏ هي ممثلة أمريكية، ولدت في 8 مايو 1968 في كولومبيا في الولايات المتحدة.

## وصلات خارجية
- جوليان موريس على موقع IMDb (الإنجليزية)
- جوليان موريس على موقع قاعدة بيانات الفيلم (الإنجليزية)